# Prairies et zones boisées de haute montagne du Drakensberg
Localisation
Les prairies et zones boisées de haute montagne du Drakensberg sont une écorégion appartenant au biome des prairies et terres arbustives de montagne de l'écozone afrotropicale.

## Géographie
L'écorégion s'étend sur les pentes alpines et sur les sommets sans arbres du Drakensberg, au Lesotho et en Afrique du Sud, à une altitude comprise entre 2 500  et   3 480 mètres. Elle fait partie de l'archipel d'afromontane.

## Climat
Les précipitations sont en moyenne d'environ 1 000 mm/an et les températures varient de −8 °C à 32 °C, avec une moyenne de 13 °C. Les températures nocturnes peuvent être négatives toute l'année.

## Flore
Malgré les précipitations relativement élevées, le couvert végétal est de type aride à cause des basses températures et de la neige. Dans la partie la plus basse, la végétation se rapproche de celle du fynbos. Le nombre d'espèces endémiques est inconnu à ce jour.

## Faune
On y trouve trois espèces endémiques de grenouilles fluviales, Rana dracomontana, Rana vertebralis et Stronglopus hymenopus. On y trouve agalement un serpent, Montaspis gilvomaculata, le seul membre de son genre et trois espèces de lézards endémiques, Pseudocordylus langi, Tropidosaura cottrelli et Tropidossaura essexi ainsi que d'importantes populations du lézard Tetradactylus breyeri, outre Tetradactylus seps et Pseudocordylus melanotus. Deux geckos sont quasi endémiques, Afroedura halli et Afroedura nivaria.
Environ 250 espèces d'oiseaux ont été enregistrées au Drakensberg. Le Pipit alticole (Anthus hoeschi) est endémique de l'écorégion.
La région abrite une variété d'ongulés, notamment l'oréotrague, le Cobe de montagne et l'Éland du Cap. La rivière Tsoelikana abrite le très menacé vairon du Maloti-Drakensberg (Oreodaimon zuathlambae), que l'on croyait jusqu'à récemment éteint.

## Patrimoine culturel
La zone est aussi particulièrement riche dans le domaine du patrimoine humain, on y trouve des milliers de sites de peintures rupestres dues aux San.